# Casa Edmundo Cavanelas
Casa Edmundo Canavelas é um projeto de Oscar Niemeyer de 1954, localizada em Pedro do Rio, distrito de Petrópolis, RJ.
A casa Canavelas possui uma cobertura pouco usual, apenas com quatro apoios nas extremidades, lembrando um lençol ou uma tenda.
A casa é pequena, fluida, a sala possui integração com os jardins de Burle Marx.